# NGC 741
NGC 741 = IC 1751 ist eine elliptische Galaxie vom Hubble-Typ E0 im Sternbild Fische auf der Ekliptik. Sie ist schätzungsweise 248 Millionen Lichtjahre von der Milchstraße entfernt und hat einen Durchmesser von etwa 215.000 Lj.

Im selben Himmelsareal befinden sich u. a. die Galaxien NGC 742 und IC 1746.
Das Objekt wurde am 13. Dezember 1784 von dem deutsch-britischen Astronomen Wilhelm Herschel entdeckt. Am 16. November 1897 wurde dieselbe durch Lewis A. Swift beobachtet und erhielt dadurch den Eintrag IC 1751 im Index-Katalog.